# Richtlinie 2002/8/EG für die Prüfung von Gemüsearten bzw. landwirtschaftlicher Pflanzenarten
Die Richtlinie 2002/8/EG der Kommission vom 6. Februar 2002 zur Änderung der Richtlinien 72/168/EWG und 72/180/EWG zur Festlegung von Merkmalen und Mindestanforderungen für die Prüfung von Sorten von Gemüsearten bzw. landwirtschaftlicher Pflanzenarten ist eine Änderungsrichtlinie, welche überwiegend der Anpassung der bereits 1972 erlassenen Richtlinien 72/168/EWG und 72/180/EWG dient.

## Rechtsgrundlage
Die Europäische Kommission hat „gestützt auf den Vertrag zur Gründung der Europäischen Gemeinschaft, gestützt auf die Richtlinie 70/457/EWG des Rates vom 29. September 1970 über einen gemeinsamen Sortenkatalog für landwirtschaftliche Pflanzenarten, zuletzt geändert durch die Richtlinie 98/96/EG insbesondere auf Artikel 7 Absatz 2, gestützt auf die Richtlinie 70/458/EWG des Rates vom 29. September 1970 über den Verkehr mit Gemüsesaatgut, zuletzt geändert durch die Richtlinie 98/96/EG, insbesondere auf Artikel 7 Absatz 2“, die Richtlinie 2002/8/EG erlassen.

## Zweck
Die Änderung der Richtlinien 72/168/EWG und 72/180/EWG und somit der Erlass der Richtlinie 2002/8/EG wurde erforderlich, weil der Verwaltungsrat des Gemeinschaftlichen Sortenamtes Testleitlinien für die Prüfungen bestimmter Arten festgelegt hat. Damit wieder Kohärenz hergestellt werden konnte, zwischen den Testleitlinien zum einen und der Festlegung der Merkmale, auf welche sich die Prüfungen bei den einzelnen Arten mindestens zu erstrecken haben, sowie der Mindestanforderungen für die Durchführung der Prüfungen zum anderen, wurden die notwendigen Änderungen in der Richtlinie 2002/8/EG erlassen.

## Aufbau der Richtlinie
Die Richtlinie 2002/8/EG besteht aus sechs Erwägungsgründen und fünf Artikeln:
Artikel 1: (Änderung der Richtlinie 72/168/EWG)
Artikel 2: (Änderung der Richtlinie 72/180/EWG)
Artikel 3: (Umsetzung in innerstaatliches Recht)
Artikel 4: (Inkrafttreten)
Artikel 5: (Adressaten)
Die oben in Klammer () angeführten Titel sind keine offiziellen, in der Richtlinie 2002/8/EG verwendete Artikelüberschriften.